# Баунсер
Ба́унсер (англ. bouncer, BNC) — программа, позволяющая поддерживать постоянные irc-сессии даже при отключении конечного irc-клиента на пользовательском устройстве. Большинство баунсеров также имеют возможность множественных соединений одного пользователя с разных устройств, а также совместное использование одного баунсера несколькими разными пользователями с различными учетными данными.
Некоторые BNC-программы позволяют скрыть реальный адрес в IRC, но обычно стандартная конфигурация предполагает передачу в IRC-сеть реального имени irc-клиента и IP-адреса. Сам стандарт IRC не предполагает такой возможности, для этого используются различные расширения протокола, например CTCP.
С падением популярности IRC-сетей основную массу пользователей BNC-программ стали составлять представители IT-сферы. Баунсеры в основном размещаются на рабочих и личных выделенных серверах, публичные BNC практически отсутствуют.
Популярными баунсерами являются psyBNC, ezbounce и ZNC.